# 沖田総司
沖田 総司（おきた そうじ、天保13年〈1842年〉または天保15年〈1844年〉 - 慶応4年5月30日〈1868年7月19日〉）は、幕末の武士、新選組一番隊組長及び撃剣師範。本姓は藤原を称した。諱は春政、後に房良（かねよし）。幼名は宗次郎。

## 生涯
陸奥国白河藩藩士江戸下屋敷詰めの三代続く足軽小頭・沖田勝次郎の息子（長男）として、江戸の白河藩屋敷（現・東京都港区西麻布）で生まれたとされる。専称寺の過去帳では「沖田林太郎次男」となっている。母の名前は不詳だが、実家については日野在住の千人同心宮原家の出身という伝承がある。
生年については天保13年（1842年）または15年（1844年）の2つの説があり、生まれた日付についても判明しておらず、夏であったということしか分かっていない。「沖田家文書」では没年が25歳とある。沖田家家伝では満２５歳、数え２７歳と伝わる。現代の表現では「満２６歳の誕生日目前に死去」に相当する。2人の姉がおり、沖田家は姉のみつが婿に井上林太郎を迎えて相続させる。父の勝次郎は弘化2年（1845年）に死去したため、長男の宗次郎が元服し跡目相続すべき所、幼少のため相続出来なかった。義兄の林太郎は安政6年（1859年）まで白河藩に在籍していた記録がある。
9歳頃、江戸市谷にあった天然理心流の道場・試衛館（近藤周助）の内弟子となり、のちに新選組結成の中核となる近藤勇、土方歳三とは同門にあたる。若くして試衛館塾頭を務め、安政3年（1856年）には近藤とともに調布の下仙川村に出稽古に出かけている記録が見られる。

### 新選組での活動
文久3年（1863年）の浪士組結成に参加して上洛する。分裂後は近藤らに従い残留し、新選組を結成。沖田は一番隊組長となる。一番隊は精鋭が集められ最も重要な任務をこなしたといわれる。この時期では同年9月の芹沢鴨暗殺、元治元年5月20日の大坂西町奉行所与力・内山彦次郎暗殺など手がけたという。
元治元年（1864年）6月5日の池田屋事件においても近藤らと共に最初に池田屋に踏み込んだ。この奮戦の最中、喀血により戦線離脱したといわれている（これには諸説あり、詳細は後述の発病時期を参照）。
慶応元年（1865年）2月、総長の山南敬助が脱走した事件では、追っ手として差し向けられ近江大津で捕らえる。山南は沖田の介錯で切腹した。沖田は山南を兄のように慕っていたとされるが、故郷への手紙では山南の死に関して軽く触れるに留められている。

### 病死
体調の悪化により、第一線で活躍することがなくなるのは慶応3年（1867年）以降である。慶応3年12月18日、沖田が療養のため滞在していた近藤の妾宅を、元御陵衛士・阿部十郎、佐原太郎、内海次郎の3人が襲撃した。前月に彼らの指導的立場であった伊東甲子太郎を殺害した新選組への報復として狙われたものだが、沖田は伏見奉行所へと出立した後で難を逃れた。同日夕刻、阿部らは二条城から戻る途中の近藤勇を狙撃し、負傷させている。
鳥羽・伏見の戦いには参加できず、大坂に護送される（鳥羽・伏見の戦いに向かう間に負傷し、大阪に後送される船中において肺結核を発症したとも）鳥羽・伏見での敗戦後、隊士と共に海路江戸へ戻り、甲陽鎮撫隊に参加する（諸説あり）も、中途での落伍を余儀なくされる。
以後は幕府の医師・松本順により内藤町の植木屋に匿われ、近藤勇斬首から2ヶ月後の慶応4年（1868年）に死去。近藤の死を知らないまま亡くなったともいわれる。
生年が明確で無いため、享年については諸説あり、没時年齢については沖田家累代墓碑の24歳、沖田家文書の25歳、『両雄士伝』（小島鹿之助）における上洛時の年齢（22歳）から計算した27歳の3説が存在する。墓所は東京都港区の専称寺(浄土宗)にあるが、関係者以外の立入は厳禁となっており、ファンによる度重なるマナー違反(盗撮や侵入や近隣を徘徊、寺院への問合せ電話等)により寺院側の業務に支障が出ている程で、近年は総司忌の際も別途会場にて行い、墓所へのお参りは控えている(2025年4月現在)。戒名は「賢光院仁誉明道居士」。

## 人物

### 剣術
9歳の頃、天然理心流の道場・試衛館に入門。若くして才能を見せ、塾頭を務めた。15歳のとき日野の八坂神社に奉納された天然理心流の額には、4代目を継ぐことが決まっていた近藤勇より前に沖田の名前が記載されている。沖田家累代墓碑には天然理心流の他、北辰一刀流の免許皆伝を得ていた旨も記されている。
永倉新八は後年、「土方歳三、井上源三郎、藤堂平助、山南敬助などが竹刀を持っては子供扱いされた。恐らく本気で立ち合ったら師匠の近藤もやられるだろうと皆が言っていた」と語った。実際、竹刀をとっては近藤の一段も二段も上を行ったという。沖田の指導を受けた者によれば、「荒っぽくて、すぐ怒る」といい、稽古は相当厳しかったらしく、師範の近藤より恐れられていた。「刀で斬るな！体で斬れ！」と教えていたという言い伝えもある。
沖田の剣技で有名なのが「三段突き」であり、日野の佐藤俊宣の遺談によると、平正眼（天然理心流では「平晴眼」と書く）の構えから踏み込みの足音が一度しか鳴らないのに、その間に3発の突きを繰り出した。佐藤彦五郎の長男・佐藤俊宣の談話によれば、沖田の剣術の形は師匠の近藤そっくりで、掛け声までがよく似た腹の底に響く甲高い声であったという。ただ、太刀先がやや下がり気味で前のめりで、腹を少し突き出し気味の平正眼をとる近藤とはやや異なる構えを取る癖があるとされる。
新選組以外からの声もある。小島鹿之助は新選組結成前の文久2年（1862年）7月に、「この人剣術は、晩年必ず名人に至るべき人なり」と述べており、新選組に批判的だった西村兼文も、「近藤秘蔵の部下にして、局中第一等の剣客なり」、「天才的剣法者」と言い、さらに新選組と敵対していた阿部十郎は、「沖田総司、是がマァ、近藤の一弟子でなかなか能くつかいました」、「沖田総司、大石鍬次郎という若者は、ただ腕が利くだけで、剣術などはよく使っていた」、「大石鍬次郎、沖田総司、井上、是らは無闇に人を斬殺致しますので」と語るなど、外部からもその腕前が高く評価されていたことが窺える。
否定的見解は、千葉弥一郎（新徴組隊士で、総司の義兄・沖田林太郎の同僚）の言葉に、「われわれからみたらやっと目録（低い段位）くらいの腕前」とある。
死の際には、植木屋の庭に現れる黒猫を斬ろうとして幾度となく失敗し、己の衰えを痛感した沖田は付添いの老婆に「ああ、斬れない。婆さん、俺は斬れないよ」と嘆いたといわれるが、この話は子母沢寛による創作であるといわれている。

### 性格
凄腕の一番隊組長としての顔とは裏腹に、当の本人はいつも冗談を言っては笑っていた陽気な人物であったようである。屯所界隈の子供達ともよく遊んでやっていたようで、作家の司馬遼太郎は新選組を題材とした作品を執筆する際、幼い頃に沖田に遊んでもらったという老婆を取材している（取材が1960年前後とすると、明治維新が1868年なので、かなり高齢ではあるものの実際の沖田総司を目にした人々が生きていたことになる）。
近藤・土方など新選組についての酷評で知られる西村兼文ですら、山南と並び沖田についても批判を残していない。これは西村が山南と沖田には悪意を持っていなかったことの表れと見られ、従って沖田は新選組に表立って敵対した者以外には人当たりの良い好人物であったと考えられている。
新選組と敵対していた阿部十郎からは「近藤の高弟の沖田総司、大石鍬次郎という者はまことに残酷な人間でございまして、もとより国家朝廷のあるを知らぬようなもので」と、岡田以蔵などと同様に思想的背景を持たない“人殺しの道具”として非難されている。
また別の話では、佐久間象山の息子・三浦啓之助が、ある隊士にからかわれ、後日、土方と沖田が碁を打っている側で、その隊士を背後から斬りつけたが失敗した時、沖田は三浦の襟首を引っつかんで、二、三間も突き飛ばしたという。三浦が、腕が鈍いとからかわれたから斬りつけたと言い訳すると、沖田は、腕が鈍いのは本当じゃねえか、このざまは何だと、大口を開けて笑った。
甲陽鎮撫隊が出陣する際に近藤が沖田を見舞うと、普段は明るく強気な沖田がこのときだけは声を上げて泣いたという。近藤の死に関して周囲の者は固く口止めされていたため、沖田は近藤の死を知らず、死の間際まで「（近藤）先生はどうされたのでしょうね、お便りは来ませんか？」と、師を気遣う言葉を幾度となく口にしたとも伝えられている。そして近藤の死の2ヶ月後、沖田は近藤の死を知らぬままその生涯を閉じた。

### 容貌

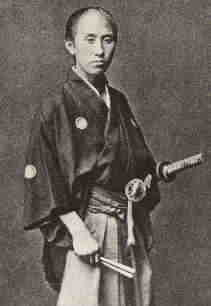
アメリカ議会図書館秘蔵の幕末日本の写真記録から。長年、沖田のものと考えられてきたが全くの別人である。

若き天才剣士が労咳により夭逝してしまうというドラマ性に富むその生涯から、そのドラマ性をさらに演出する要素として多数の創作において「剣にめっぽう強い上に明るい性格、その反面、病弱で色白の美青年」として描かれてきた。
沖田の容貌に関して、現在残っている沖田の肖像画は、姉ミツが孫の要が幼少の頃に「総司にどこか似ている」と称したことから、彼をモデルに昭和4年（1929年）に描かれたもので、生前の沖田を描いたものではない。八木家の者や新選組に関わった人物の証言では、「美青年であった」とは書き残してはおらず、容姿に関する記述としては、「笑うと愛嬌がある」「色黒」「肩の張り上がった」「猫背」「長身」と書かれたものが残っている。この記述から浮かび上がる人物像として、美青年説に疑義を唱える指摘もある。
なお、巷の「総司＝ヒラメ顔」説は、佐藤彦五郎の曾孫がテレビで谷春雄の話にのってつい口走ってしまったのが始まりとされ、谷は「総司がヒラメ顔」というのは「のっぺらぼうという意味ではなくて、一族や兄弟の写真がみな目の間隔が寄っているから」と話している。沖田哲也はこの説を完全に否定し、沖田家では総司の容姿について「色の白い、小柄な男だった」という風に伝わっているという。
また、沖田の写真は一枚も残されていないが、ミツの証言によると、「沖田の次姉キンの文机の引き出しに彼の写真がある」と伝えられていたが、新選組研究者によると、キンの文机の引き出しを調べたが写真はなかったという。家を引越しする際、可燃ごみと一緒に処分してしまったのではないかとされる。

### 女性関係
フィクション作品の世界で沖田は、一般に純情な青年として描かれることが多かった。町医者の娘とプラトニックな恋愛をするなどの描き方がほとんどで、実際にあまり女遊びはしなかったと言われ、沖田の周囲では近藤や土方などのように花柳界の女性の影は見えない。ただ、井上松五郎の文久3年（1863年）4月22日付の日記によると、土方、松五郎、井上源三郎と共に沖田が新町の廓九軒町吉田屋にて天神（遊女）を買うという記述が見られるため、必ずしも全く女遊びをしなかったというわけではないようだ。
近藤勇五郎によると沖田には医者の娘の恋人がおり、この女性の話になるととても真面目だったという。
また、壬生光縁寺には、過去帳に「沖田氏縁者」と書かれた女性の記録があり、これが沖田の恋人ではないかとも言われている。一説には、この女性は石井秩という未亡人で、連れ子（娘）が1人おり、沖田はこの女性との間に1女をもうけキョウという名を付けたという話もあるが、定かではない。なお、新選組にはもう1人「沖田承之進」（慶応元年4月、土方らが江戸で募集した隊士の1人）という沖田姓の隊士が居り、過去帳の「沖田氏」は承之進の方では無いか、との説もある。
さらに、試衛館時代に近藤の養女に「結婚してくれ」と告白され、沖田は「修行中の身ですので」と固辞した。女性は自殺を図ったが一命をとりとめ、その後近藤の口利きにより他家に嫁いだという話が残されている。
また、油小路にあった旅館里茂の娘・キンとは馴染であったと言われている。

### 発病時期
『新選組始末記』（子母澤寛）によると、沖田は池田屋で倒幕派の志士1人を斬り伏せた直後に、肺結核で喀血して倒れ、以後は活動から離脱したという。しかしその時期から発病していたならば、もっと早く悪化していなければ不自然である。そして沖田の離脱については『近藤勇書簡』『島田魁日記』においては記述されておらず、翌月の禁門の変にも近藤勇・土方歳三・武田観柳斎・永倉新八と共に出動していた記録があり、その後も活動していることが確認されている。
慶応2年（1866年）頃、幕府御典医・松本良順が新選組を集団検診した際に「肺結核の者が1名居た」と記しており、これが沖田総司ではないかとする説もある。慶応3年（1867年）には周囲が認識し得るほど発病していた模様で、2月頃罹病したとする『両雄実録』（小島鹿之助）、不動堂村へ屯所を移転した9月頃に大病を患ったとする『壬生浪士始末記』（西村兼文）、さらに10月13日付で小島鹿之助が近藤へ送った書簡にも沖田の異常を気遣う文面が見られる。以上から、沖田が戦闘に耐えがたいほど重篤な状態に陥ったのは、慶応3年秋から冬頃であったと思われる。
永倉新八が明治2年の『浪士文久報国記事』、明治44年（1911年）の『七ヶ所手負場所顕ス』『新選組史料集』において沖田が呼吸器疾患を患っていたことを記し、子母沢寛が『新選組始末記』において池田屋における喀血と離脱が記されており、時代が下ることに確立した説であると考えられている。
なお、『新選組始末記』をはじめとする池田屋での喀血・昏倒シーンの元となったのは永倉新八の『新選組顛末記』と考えられるが、こちらには吐血・喀血の文字こそ見られないものの沖田が池田屋で昏倒したことが記されている。昏倒の原因は肺病の発症か、蒸し暑い初夏の高温下での激しい戦闘による熱中症等の一時的な体調不良かは不明だが、原因が肺病だったとしても少なくとも近藤や永倉等周囲の者には肺の方の異常は感じさせない状態であったと考えられる。

### 名前
沖田総司の幼名は「宗次郎」であるが、沖田家古文書には「幼名沖田総次郎」、墓石には「沖田宗治郎」、日野の八坂神社献額には「沖田惣次郎藤原春政」、小島鹿之助の日記には「沖田惣次郎殿」とそれぞれ書かれている。当時は読み方さえ合っていれば字は何でもいいという風潮があったためで、沖田総司自身、近藤勇の生家・宮川家宛ての手紙にて自分の名前を「沖田総二」と署名しているものがある。

## フィクションにおける沖田総司
フィクションにおける沖田像は、森満喜子が指摘するように、「天才的といわれるすぐれた剣技の持ち主であったこと」「きわめて明朗な性格であったこと」「肺結核を患っていたこと」が不可欠の要素であったとされている。1970年以降は「薄幸の天才美剣士」「純粋」「透明」な存在として描かれてきた。この沖田像は司馬遼太郎によって創造されたとしばしば指摘される。沖田在世時の記録には沖田の容姿が秀でたものであると描写したものはほとんどなく、子母澤寛の『新選組三部作』にもその要素は描かれていない。
沖田が映画に登場したのは1928年9月に公開された『維新の京洛』で、翌年には月形陽候主演の『剣士・沖田総司』が公開されている。1930年の『大殺生』では春見堅太郎が沖田を演じた。永田哲朗はこの二作によって沖田が美男子であるイメージが構築されたとしている。史実の沖田が遊郭にほとんど出入りせず、女遊びをしなかったということや、不治の病である肺病を患っていたという点も、「純愛」や「薄幸」のイメージを増幅した。1937年、沖田の墓が発見されたという記事が『都新聞』に掲載されたが、沖田は「白皙の美剣士を誇る大衆文芸の主人公を地で行った宿命の若き剣士」と表現されている。
昭和40年代に司馬遼太郎が描いた新選組作品では、沖田は「さわやか」な「透明感を与える清潔な好青年」で「無垢な明るさ」を持つ美剣士であると認識された。映像化作品でも、『新選組血風録』や『燃えよ剣』で島田順司演じる沖田が高い人気を博した。一方で司馬は新選組自体を「病的な美意識」と出世権威主義で動いていたと批判的に見ており、沖田についても斬る対象を憐れみながら、斬る日を楽しみにしていたり、自分が殺害した間者の隣で祇園祭の鉾を無邪気に眺めながら刀を拭うという「ふしぎな若者」としても描写されている。
現在でも多数の映画・ドラマ・アニメなど映像メディアにおいてもほぼ常に若手二枚目俳優が演じるか二枚目に描かれている。つかこうへいは沖田を女性に設定した小説『幕末純情伝』や『竜馬伝』を書き、戯曲化している。その一方、『ゼロ THE MAN OF THE CREATION』では新選組の映画撮影で悩んでいた監督がゼロの元へと依頼に行き、最終的にヒラメ顔の役者を起用することでリアリティを出すという、「沖田=二枚目」を否定した作品も存在する。
また、子母澤寛の『新選組始末記』以降に定着した「池田屋での戦闘中に激しく喀血し、倒れ込む」描写は「新選組に斬られた浪士が階段を転げ落ちる」シーンとともに多く見られる。渡辺多恵子の漫画『風光る』や2010年のNHK大河ドラマ『龍馬伝』では、近江屋事件（坂本龍馬暗殺）の直前まで沖田が新選組として活動しており、近年の説に沿った描写となっている。

## 関連作品

### 小説
- 早乙女貢『六月は真紅の薔薇』講談社 1975　のち講談社文庫、春陽文庫(『小説沖田総司～六月は真紅の薔薇』と改題)
- 秋山香乃『総司炎の如く』日本放送出版協会 2003　のち文春文庫

### 楽曲
- 尾形大作「沖田総司」（作詞：星野哲郎、作曲：浜口庫之助。1988年）
- さくらゆき「明鏡止水」（作詞：小栗さくら、作曲：田中俊輔）
- 長編歌謡浪曲 沖田総司　(作詞・作曲：三波美夕紀 　歌：辰巳ゆうと)

## ギャラリー

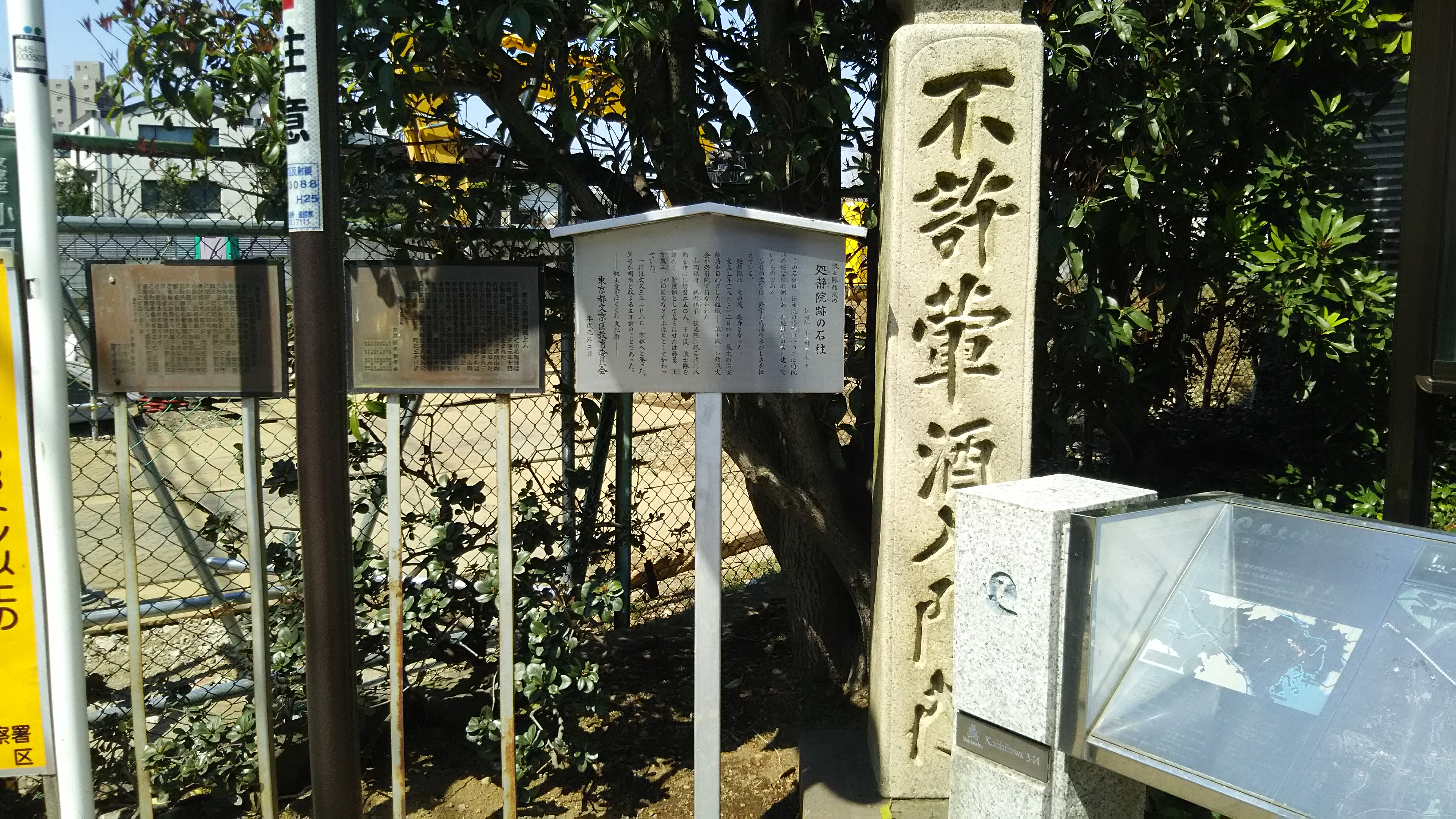
処静院跡の石柱（文京区小石川3-14-6伝通院）
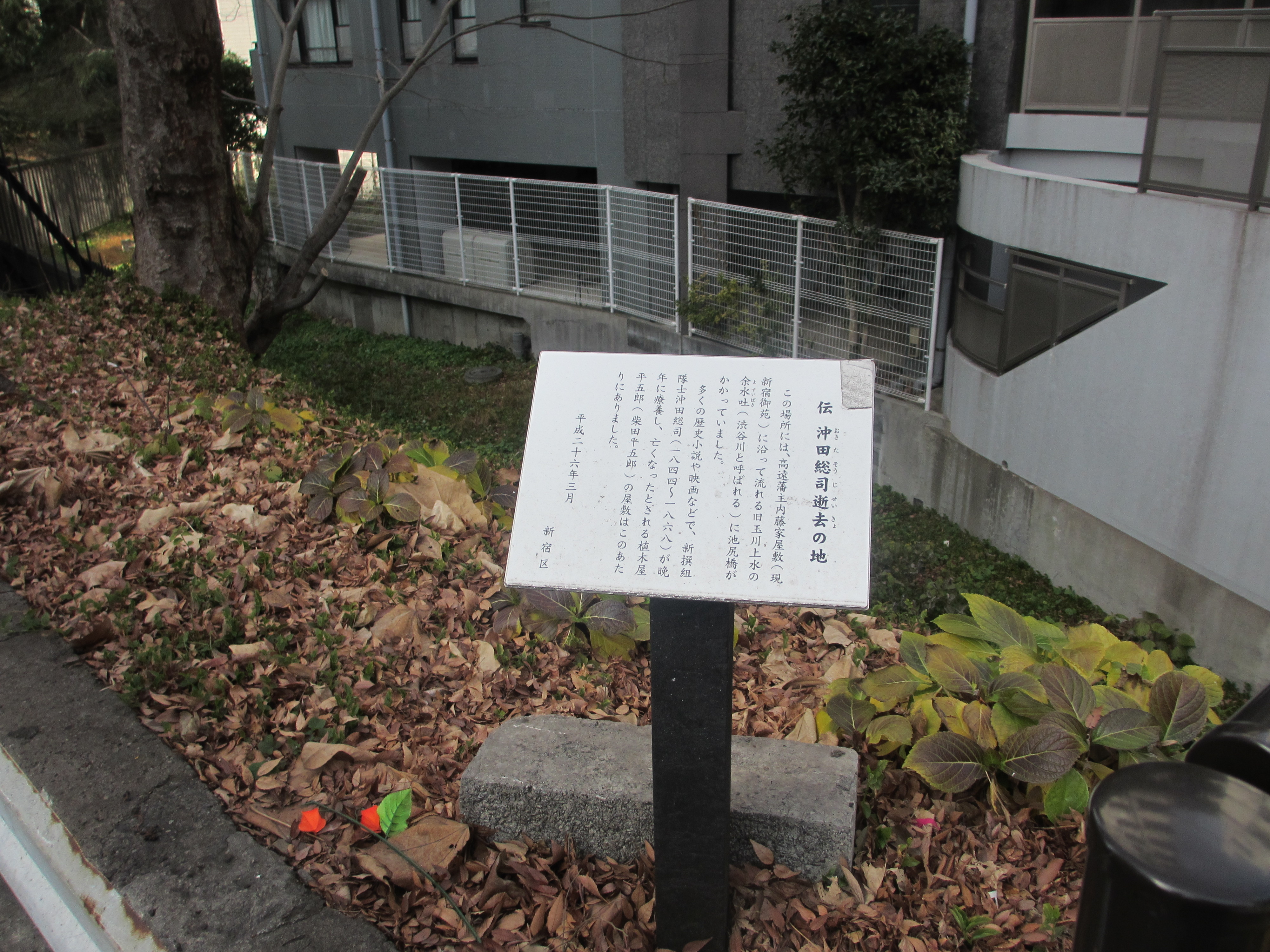
伝沖田総司逝去の地碑（新宿区内藤町、四谷四丁目交差点近く）